# Cheryl Lichter
Cheryl Lichter (* in Chicago, Illinois) ist eine US-amerikanische Sängerin, Musiklehrerin und Dirigentin.

## Ausbildung
Sie studierte an der Universität in Illinois, wo sie umfassend als Musiklehrerin, Dirigentin und im Fach Gesang ausgebildet wurde und wo sie 1974 das Internationale Rotary-Stipendium gewann. Dieses nutzte sie zu einem Gesangsstudium an der Universität in Toronto (Kanada). Später studierte sie in Deutschland weiter.

## Karriere
Ihr erstes festes Engagement hatte sie 1978 am Theater Trier. Nachdem sie zuerst als Koloratursoubrette eingesetzt worden war, wechselte sie in das lyrische Koloraturfach.
1983 kam sie nach Linz, wo ihre erste Rolle am Linzer Landestheater die 'Belisa' in In seinem Garten liebt Don Perlimplin Belisa (von Balduin Sulzer) war, sowie die 'Gilda' in Rigoletto. Seither wurde sie in vielen großen Rollen eingesetzt.
Die Königin der Nacht (Zauberflöte) sang sie über hundert Mal in 19 Opernhäusern, wo sie unter anderem mit Francisco Araiza, Gösta Winbergh und Matti Salminen zusammenarbeitete. Sie sang die Rolle u. a. in Zürich im berühmten Mozart-Zyklus von Jean-Pierre Ponnelle unter der Leitung von Nikolaus Harnoncourt.
Cheryl Lichter war schon in allen musikalischen Stilrichtungen tätig, nicht nur in Oper und Operette sowie Musical, auch in Konzerten.
Im Linzer Eisenhandtheater fand am 9. Mai 2007 die Uraufführung von Peter Androschs Die listige Witwe statt, wobei Cheryl Lichter die Titelrolle des Stücks über die Serienmörderin Elfriede Blauensteiner verkörperte.

## Einige Rollen
- Die Entführung aus dem Serail – Konstanze
- Le nozze di Figaro – Susanne
- Die Zauberflöte – Königin der Nacht
- Die lustigen Weiber von Windsor – Frau Fluth
- Der Vogelhändler – Fürstin Maria
- My Fair Lady – Higgins Haushälterin, Mrs. Pearce

## Ehrungen
- 2004 Kulturmedaille des Landes Oberösterreich, verliehen von Landeshauptmann Dr. Josef Pühringer